# Władimir Szyłykowski
Władimir Siergiejewicz Szyłykowski (ros. Владимир Сергеевич Шилыковский, ur. 3 kwietnia 1933 we Włodzimierzu, zm. 7 kwietnia 1987 w Moskwie) – rosyjski łyżwiarz szybki reprezentujący ZSRR, wicemistrz świata i Europy.

## Kariera
Największe sukcesy w karierze Władimir Szyłykowski osiągnął w 1958 roku, kiedy zdobył dwa medale na międzynarodowych imprezach. Najpierw zajął drugie miejsce podczas mistrzostw Europy w Eskilstunie, plasując się za swym rodakiem Olegiem Gonczarienko, a przed Knutem Johannesenem z Norwegii. W pierwszym biegu, na 500 m, Szyłykowski spisał się słabo, zajmując dopiero 23. miejsce. Jednak w kolejnych startach przesunął się w klasyfikacji, zajmując drugie miejsce na 5000 m, czwarte na 1500 m i drugie na 10 000 m. W tym samym roku drugie miejsce zajął też na wielobojowych mistrzostwach świata w Helsinkach. Rozdzielił tam na podium Olega Gonczarienko i Norwega Roalda Aasa. Wygrał tam bieg na 5000 m, zajął trzecie miejsce na 500 m oraz czwarte na dystansach 1500 i 10 000 m. W 1956 roku brał udział w igrzyskach olimpijskich w Cortina d’Ampezzo, gdzie w swoim jedynym starcie, biegu na 10 000 m, zajął szesnastą pozycję. Na rozgrywanych cztery lata później igrzyskach w Squaw Valley na tym samym dystansie był dwudziesty.
Zmarł 2 kwietnia 1987, został pochowany na Cmentarzu Wostriakowskim w Moskwie.